# オリア川
オリア川（オリアがわ、バスク語: Oria, [ˈoɾja], スペイン語: Río Oria）は、スペイン・バスク州を流れる河川。オリア川水系の本流であり、大西洋のビスケー湾に注いでいる。

## オリア川水系

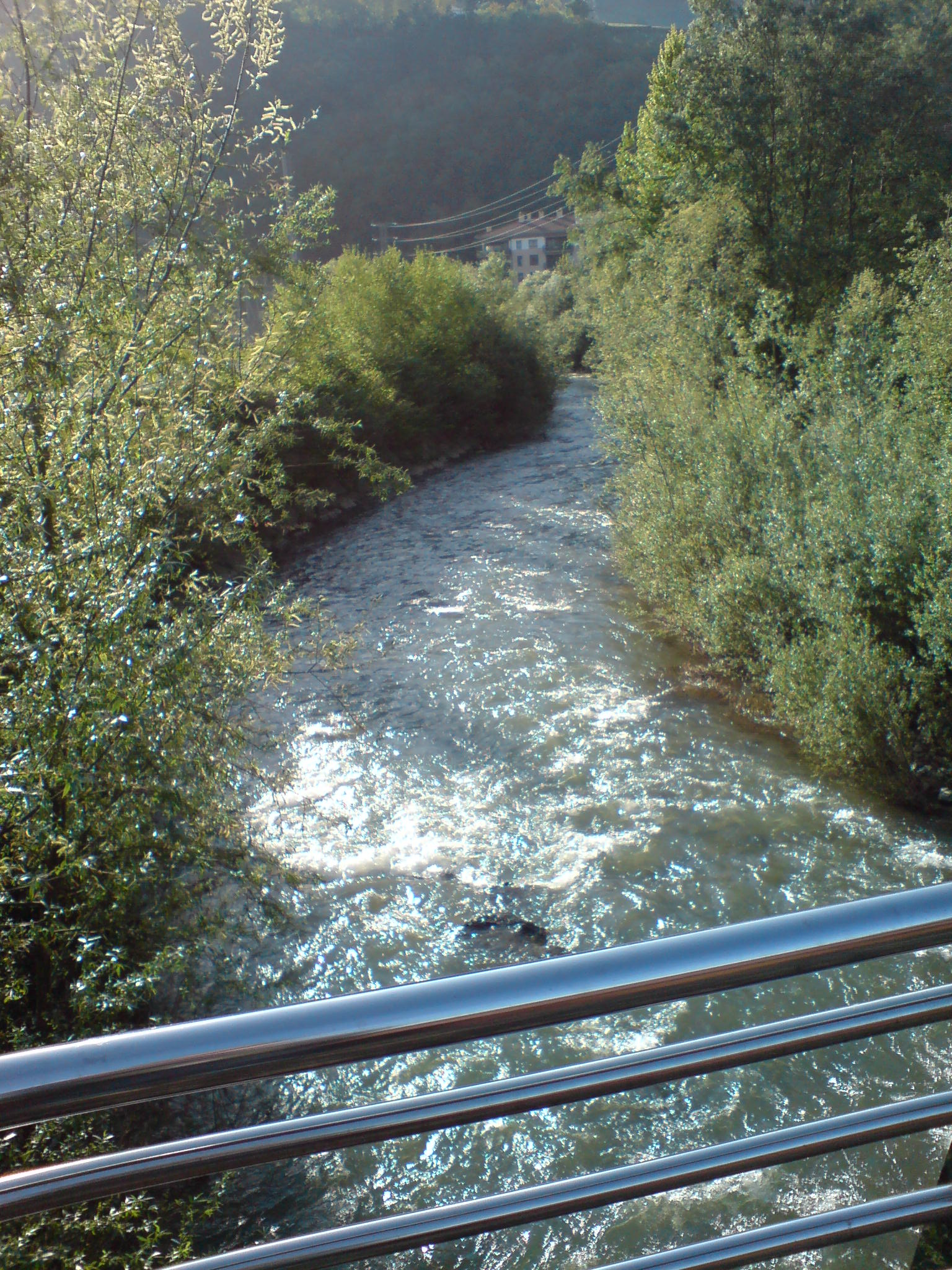
アラシェス川

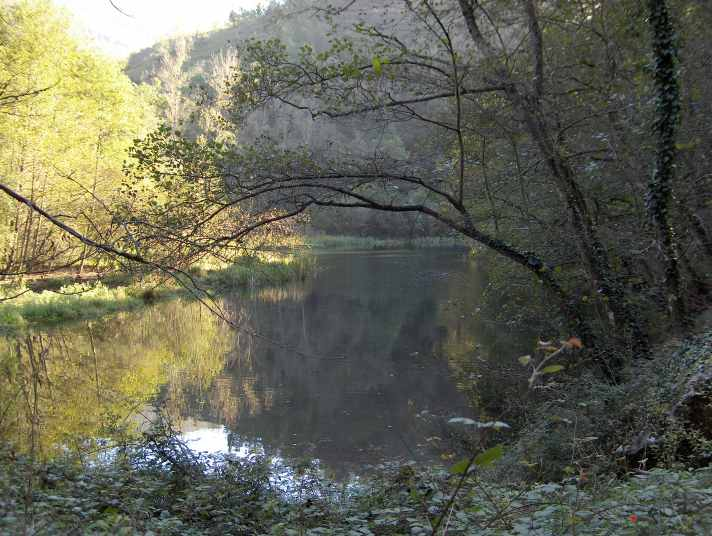
レイツァラン川

オリア川水系の主な河川には、河口から順に次のような河川が挙げられる。
- オリア川
  - サンティアゴ川（バスク語、Santiagoerreka）
  - レイツァラン川（バスク語版）（バスク語、Leitzaran）
    - エラソテ川（バスク語、Erasote） - レイツァラン川の支流。

  - アステアス川（バスク語、Asteasuerreka）
  - エルドゥアイン川（バスク語、Elduain）
  - アラシェス川（スペイン語版）（バスク語、Araxes）
  - アメスケタ川（バスク語、Amezketa）
  - サルディビ川（バスク語、Zaldibierreka）
  - アガンツァ川（バスク語、Agauntza）
  - エスタンダ川（バスク語、Ezranda）
    - Arriaron川（バスク語、Arriaron） - エスタンダ川の支流。
    - アルギサオ川（バスク語、Argisao） -　エスタンダ川の支流。

  - ウルツアラン川（バスク語、Urtsuaran）

## 地理
オリア川の流路長は82.65 kmで、その流域面積は882.53 km2である。最も標高の高い水源はバスク山脈のアイスコリ山中腹の標高1,260m地点にあり、南から北に向かって流れる。潮の干満の影響は河口から10kmほど内陸に入ったウスルビルまで達する。下流部には多くの沼地や湿地が河岸に点在し、いくつかは農業や建物の建設目的で排水整備されている。
アイスコリ山北東斜面の水を集め、ギプスコア県セガマの南、オツァウルテ集落やサン・アドリアン・トンネル（リサラテ）近くに端を発する。セガマは大西洋と地中海の分水界となっており、自治体の大部分の水はオリア川を流れて大西洋を目指すが、最南端の集落の水だけは南に向かって流れ、やがてエブロ川として地中海に注いでいる。オリア川の流域に最初にあらわれる町はセガマであり、その後はベアサイン、オルディシア、トローサ、アンドアイン、ラサルテ＝オリアを流れる。A-1号線の大部分やレンフェ（スペイン国鉄）の鉄道路線はオリア川に沿っており、アイスコリ山の東側斜面を巻いて走っている。流域は128,000人の人口を持ち、低地の大部分には多くの住民がいるが、上流部の人口はまばらである。アンドアインで支流のレイツァラン川を、トローサで支流のアラシェス川を集める。A-1号線や鉄道路線のようにサン・セバスティアンやサン・セバスティアン都市圏には向かわず、ラサルテ＝オリアで西に90度向きを変える。河口部のオリオまでは交通量が多くカーブの多いN-634号線に沿っている。オリア川はギプスコア県の中心部を流れ、県の重要な軸となっている。

## 環境条件と動物相
オリア川流域は19世紀中頃以降に大きく工業化され、1980年代までには顕著に汚染が進んだため、動物相はほとんどすべて消滅した。このため、1980年代には河川環境を復元する試みが開始され、現在では健康な状態を見せている。アンドアインより下流は不安定ながらトラウトの生息地であり、その他にはバーベルやエスカイルなどのコイ科や、条鰭類などが生息している。ウスルビルに近い下流部のアギナガはバスク名物として知られる高級食材のウナギの稚魚の産地である。